# Адлисвиль
Адлисвиль (нем. Adliswil) — город в Швейцарии, в кантоне Цюрих.
Входит в состав округа Хорген. Население составляет 15 783 человека (на 31 декабря 2007 года). Официальный код — 0131.